# NGC 6632
NGC 6632 је спирална галаксија у сазвежђу Херкул која се налази на NGC листи објеката дубоког неба.
Деклинација објекта је + 27° 32' 9" а ректасцензија 18h 25m 3,1s. Привидна величина (магнитуда) објекта NGC 6632 износи 12,1 а фотографска магнитуда 12,9. NGC 6632 је још познат и под ознакама UGC 11226, MCG 5-43-18, CGCG 172-32, IRAS 18230+2730, PGC 61849.